# Идзуцу, Тосихико
Тосихи́ко Идзу́цу (яп. 井筒俊彦 Идзу́цу Тосихико, 4 мая 1914 года, Токио — 7 января 1993 года) — японский исламовед и философ, полиглот.

## Биография
Тосихико Идзуцу родился в богатой семье производителя косметики. Ещё в детстве проявил литературный талант, сочиняя в традиционном японском стиле (коан). Во время обучения в средней школе некоторое время был увлечён христианской религией. Позднее занимался философией Китаро Нисиды. В 1931—1934 годах изучал в Университете Кэйо экономику, затем английскую литературу. В 1937 занимает должность ассистента при этом университете.
Желая изучать Ветхий завет в оригинале, Идзуцу выучил древнееврейский язык. Затем он самостоятельно осваивает арабский, русский, древнегреческий языки и латынь. Всего же учёный в течение своей жизни выучил более 30 языков.
Во время Второй мировой войны Тосихико Идзуцу служит в японской армии переводчиком для языков Средней и Центральной Азии, а также арабского языка. Занимался научной работой в Институте исламского мира (яп. 回教圏研究所 Кайкё:кэнкэнкю:дзё) и с 1942 года — в Восточноазиатском экономическом институте (яп. 東亜経済調査局 То:акэидзаитё:сакёку).
В 1950 году Идзуцу становится ассоциированным профессором лингвистики университета Кэйо. В 1954 он там возглавляет кафедру философии языка, с 1962 — исламской философии. В 1957 году он выпускает академический перевод Корана на японский язык. В 1969—1975 годах учёный возглавляет кафедру исламской философии в Университете Мак-Гилла в Монреале. В 1975 он — профессор сравнительной восточной философии в Шахской иранской философской академии в Тегеране. В 1981 году был эмеритирован в Университете Кэйо.

## Научные интересы
Работы Идзуцу были посвящены не только религиозным темам, в частности — исламоведению, но и охватывали различные другие области исторического, социологического и философского знания. Он занимался также концепцией человека в России XIX столетия и философией дзэн-буддизма. Учёный преследовал метафилософскую цель в сравнительной теологии, основой которой являлось лингвистическое изучение и анализ классических метафизических текстов, подобно работе Готфрида Лейбница Philosophia perennis и сочинению Олдоса Хаксли под аналогичным названием (было написано под влиянием идей Джидду Кришнамутри и Свами Прабхавананда). В этом же направлении работает Жак Деррида.
В 1991—1993 годах в Японии было опубликовано собрание сочинений Идзуцу в 11 томах.
Для правильного понимания научного наследия Идзуцу нужно учитывать следующие вещи: его отношение к буддизму, особенно к дзен-буддизм, его интерес к языку, его склонность к постмодернизму, и его интерес к сравнительной философии.

## Научные труды
- Ethico-Religious Concepts in the Quran (1966 republished 2002) ISBN 0-7735-2427-4
- The Concept and Reality of Existence (1971) ISBN 9839154818
- Concept of Belief in Islamic Theology (1980) ISBN 0-8369-9261-X
- God and Man in the Koran (1980) ISBN 0-8369-9262-8
- Sufism and Taoism: A Comparative Study of Key Philosophical Concepts (1984) ISBN 0-520-05264-1
- Creation and the Timeless Order of Things: Essays in Islamic Mystical Philosophy (1994) ISBN 1-883991-04-8
- Toward a Philosophy of Zen Buddhism (2001) ISBN 1-57062-698-7
- Language and Magic - Studies in the Magical Function of Speech (1956) Keit Institute of Philological Studies
- The Metaphysics of Sabzvârî, tr. from the Arabic by Mehdi Mohagheg and Toshihiko Izutso, Delmar, New York, 1977.
- Mollā Hādī Sabzavārī’s Šarḥ ḡorar al-farāʾed, maʿrūf be-manẓūma-ye ḥekmat, qesmat-e omūr-e ʿāmma wa ǰawhar wa ʿaraż, ed. and annotated by Mahdī Moḥaqqeq and Toshihico Izutso, Tehran, 1348 Š./1969